# Haymon Verlag
Der Haymon Verlag, gegründet 1982 von Michael Forcher, ist ein Literatur- und Sachbuchverlag in Innsbruck.

## Geschichte
Der Verlag ist nach einem gleichnamigen Riesen benannt, der im 8. Jahrhundert das Stift Wilten in Innsbruck gegründet haben soll. Bis zum Jahr 1988 erschienen im Verlag vor allem Sachbücher zur regionalen Geschichte und Kultur Tirols. Später wurde das Programm auf die deutschsprachige Literatur ausgeweitet. Ab 1992 wurden Übersetzungen aus dem Französischen und Englischen ins Deutsche verlegt. 1992 dominierte erstmals die Belletristik das Programm.
2000 verkaufte der Verlagsgründer Michael Forcher die Hälfte des Haymon Verlages an die Deutsche Verlags-Anstalt (DVA). Drei Jahre später erwarben Markus Hatzer und die Innsbrucker Verlagsgruppe Studienverlag-Löwenzahn-Skarabæus den Haymon Verlag, womit dieser wieder vollständig in österreichischen Besitz gelangte. Markus Hatzer übernahm 2005 die restlichen Anteile. Michael Forcher leitete den Verlag bis zu seiner Pensionierung 2006. Seit Jahresende 2005 hat der Verlag seinen Sitz in Innsbruck.

## Sachbücher
Die vorwiegenden Themenbereiche sind Kunst- und Kulturgeschichte, Biographien und Reiseberichte. Der Verlag verlegte die 1997 entdeckten Tagebücher Ludwig Wittgensteins und den Band Schwimmer in der Wüste von Ladislaus Almásy. Aber Auseinandersetzungen mit der jüngeren Zeitgeschichte brachte der Verlag heraus, zum Beispiel das Buch Unerhörter Mut von Alfons Dür. Eine andere Sparte bilden die Tirolensien, beispielsweise Michael Forchers Tirols Geschichte in Wort und Bild. Zudem hat der Verlag rund um die Bücher von Thomas Albrich ein Regionalschwerpunkt zu jüdischer Geschichte.

## Taschenbuch
Im Jahr 2008 startete der Haymon Verlag mit HAYMONtb, der ersten österreichischen Taschenbuchreihe. Neben Klassikern der österreichischen Nachkriegsliteratur und zeitgenössischen Romanerfolgen erscheinen bei HAYMONtb regelmäßig literarische Originalausgaben. Seit Frühjahr 2010 wird die Reihe durch ein Sachbuchprogramm ergänzt, das sich aus neu aufgelegten erfolgreichen Buchtiteln, insbesondere aus den Segmenten österreichische Geschichte, Gesellschaft und Biografien, und ein bis zwei Originalausgaben pro Saison zusammensetzt.
Eine wichtige Komponente von HAYMONtb stellt das Schullektüre-Programm dar: In Kooperation mit dem „Österreichischen Kompetenzzentrum für Deutschdidaktik“ an der Universität Klagenfurt werden Werke aus dem Taschenbuchprogramm, die aufgrund ihrer Auseinandersetzung mit aktuellen gesellschaftlichen Fragen besonders für den Schulunterricht geeignet sind, literaturdidaktisch aufbereitet. Diese Unterrichtsmaterialien werden auf der Haymon-Homepage zum kostenlosen Download angeboten.